# Modalidade de aprendizagem
Modalidade de aprendizagem, sintomática, popularmente conhecida como dificuldade de aprendizagem, compreendida no processo denominado adaptação, de Jean Piaget. 
Conforme Piaget, cumpre-se graças a um duplo movimento complementar de assimilação e acomodação. Através do primeiro, o sujeito transforma a realidade para integrá-la às suas possibilidades de ação e, através do segundo, transforma  e coordena seus próprios esquemas ativos, para adequá-los às exigências da realidade.(Paín, 1989, p.46).  A Psicopedagogia volta seu olhar para o modo como o sujeito aprende, portanto, aprofunda o estudo do processo de adaptação formulado por Piaget. 
Paín (1989) descreve as Modalidades de Aprendizagem sintomática tomando por base o postulado piagetiano. Descreve como a assimilação e a acomodação atuam no modo como o sujeito aprende e como isso pode ser sintomatizado, tendo assim características de um excesso ou escassez de um desses movimentos, afetando o resultado final. Na abordagem de Piaget, o sujeito está em constante equilibração. Paín parte desse pressuposto e afirma que as dificuldades de aprendizagem podem estar relacionadas a uma hiperatuação de uma dessas formas, somada a uma hipo-atuação da outra.

## Adaptação
| Modalidade sintomatizada | Resultados na adaptação |
| ------------------------ | --- |
| Hiperassimilação         | Predomínio da subjetivação, desrealização do pensamento, dificuldade em resignar-se.                                                 |
| Hipoacomodação           | Pobreza de contato com o objeto, dificuldade na interiorização das imagens.                                                          |
|                          | |
| Hipercomodação           | Pobreza de contato com a subjetividade, superestimulação da imitação, falta de iniciativa, obediência acrítica às normas, submissão. |
| Hipoassimilação          | Pobreza de contato com o objeto, défice lúdico e criativo.                                                                           |

Tabela criada com base em Fernández, 1991, p.110

## Hiperassimilação
Sendo a assimilação o movimento do processo de adaptação pelo qual os elementos do meio são alterados para serem incorporados pelo sujeito, numa aprendizagem sintomatizada pode ocorrer uma exacerbação desse movimento, de modo que o aprendiz não resigna-se ao aprender. Há o predomínio dos aspectos subjetivos sobre os objetivos. Esta sintomatização vem acompanhada da hipoacomodação.

### Projetiva
Um Eu  pouco estruturado poderá  perceber o nível da angústia instalada nesse processo  de forma intensa  provocando uma projeção excessiva de conteúdos internos considerados dolorosos, transformando a realidade de tal forma que prejudicará a diferenciação  mundo interno e mundo externo. Nesse caso teremos uma modalidade de pensamento hiperassimilativa projetiva na medida em que o Eu incorpora aos esquemas disponíveis todos os semelhantes, uma vez que sujeito e objeto se confundem, não existindo separação, distância entre eles impedindo, dessa forma, as regulações e compensações através das quais o sujeito reage ou se antecipa a uma perturbação, já que o objeto não é percebido como perturbador.  Na  hiperassimilação pode dar-se uma internalização prematura dos esquemas com um predomínio lúdico, que ao invés de permitir a antecipação de transformações  possíveis, desrealiza o pensamento.
Estarão comprometidos o pensamento lógico e a objetividade uma vez que, ao assimilar os conteúdos subjetivos projetados e confundidos com essa realidade tal qual um espelho que só reflete a imagem do sujeito, promoverá o predomínio da fantasia e da subjetivização, podendo desembocar num conflito neurótico.
A desrealização do pensamento é uma alteração da expressão do pensamento caracterizada por uma variação incessante do tema e  dificuldade para se chegar a uma conclusão . A progressão do pensamento encontra-se seriamente comprometida por uma aceleração associativa, a tal ponto que, a ideia em curso é sempre perturbada por uma nova ideia que se forma. Na desrealização do pensamento os doentes geralmente são desviados da representação do objetivo através de quaisquer ideias secundárias. Assim, na desrealização do pensamento o que há não é uma carência de objetivos mas uma mudança constante do objetivo devido a extraordinária velocidade no fluxo das ideias.
A sucessão de novas ideias, sem que haja conclusão da primeira, torna o discurso pouco ou nada inteligível. Há, pois, passagem de um assunto para outro sem que o primeiro tenha chegado ao fim: "eu não gosto de batatas, mas acho que em São Paulo o clima é melhor. Porque o senhor não compra um carro novo ?"
Normalmente costumamos observar 4 características na desrealização do pensamento:
1. Desordem e falta aparente de finalidade das operações intelectuais: mesmo quando há certa relação entre os conceitos, o conjunto carece de sentido e de significado;
2. Predomínio de associações disparatadas;
3. Distraibilidade. Facilidade de se desviar do curso do pensamento sob a influência dos estímulos exteriores;
4. Frequente aceleração do ritmo da expressão verbal.

O paciente com desrealização do pensamento é incapaz de concentrar sua atenção, dispersando-se numa multiplicidade de estímulos sensoriais sem se aprofundar em nada. A desrealização do pensamento normalmente está associada a aceleração do psiquismo um estado afetivo comumente encontrado na euforia. Seria como se a eloquência na produção de ideias superasse a capacidade de verbalizá-las. Ë comum a dificuldade deste sujeito em lidar com regras e limites, podendo ser considerado, muitas vezes, hiperativo.

## Hipoacomodação
A acomodação consiste em adaptar-se para que ocorra a internalização. A sintomatização da acomodação pode dar-se pela resistência em acomodar, ou seja, numa dificuldade de internalizar os objetos (Fernández, 1991 p.110).

### Introjetiva
Em alguns casos, quando a angústia derivada do conflito que se estabelece entre os desejos instintivos e a realidade é percebida de forma intensa, o Eu mobilizará o mecanismo de introjeção para defender sua integridade. Na introjeção o movimento pulsional  busca a incorporação do objeto de desejo, relacionando-se à fase oral, tornando possível a transformação do sujeito.
A introjeção pode ser considerada como a possibilidade de anular a perda de um objeto amoroso através da transformação do Eu nesse objeto perdido. A perda desse objeto poderá provocar o luto que se caracterizará pelo sentimento de culpa, capaz de instaurar a diminuição da autoestima.
Um sujeito nessas condições tenta compensar essa perda mediante recursos mágicos violentos. Pela introjeção o Eu estabelece uma relação agressiva com o objeto perdido na medida em que ao devorá-lo fantasisticamente estará promovendo sua destruição, sentindo-se culpada por isso.  Nesses casos, um Eu enfraquecido e empobrecido ao perceber os objetos parciais como objetos maus, evitará esse contato tornando os estímulos confusos e fugazes, impedindo assim a  internalização dessas imagens no aparelho psíquico como forma de preservar as partes boas de si mesmo, numa luta pelo restabelecimento da autoestima.
Uma das características da hipoacomodação é a dificuldade para a construção de novos esquemas. essa dificuldade pode traduzir-se na repetição continuada e anormalmente persistente na exposição de uma ideia. Existe uma aderência persistente de um determinado pensamento numa espécie de ruminação mental, como se faltasse ao paciente a formação de novas representações na consciência. Percebemos que há uma grande dificuldade em desenvolver um raciocínio, seja por simples falta de palavras, por escassez de ideias ou dificuldade de coordenação mental. Por definição esquemas empobrecidos é a repetição automática e frequente de representações, predominantemente verbais e motoras, que são evocadas como material supérfluo nos casos em que existe um déficit na evocação de novos elementos ideológicos.
A Hipoacomodação introjetiva está incluída nos distúrbios do curso do pensamento por sugerir que a temática em pauta se encontra limitada a um curso circular, que não tem fim e repete-se seguidamente.

## Hiperacomodação
Se acomodar-se é abrir-se para a internalização, o exagero disto pode levar a uma pobreza de contato com a subjetividade, levando à submissão e à obediência acrítica. Essa sintomatização está associada a hipoassimilação.

## Hipoassimilação
Nesta sintomatização ocorre uma assimilação pobre, o que resulta  na pobreza no contato com o objeto, de modo a não transformá-lo, não assimilá-lo de todo, apenas acomodá-lo.
A aprendizagem normal pressupõe que os movimentos de assimilação e acomodação estão em equilíbrio.  O que caracteriza a sintomatização no aprender é predomínio de um movimento sobre o outro. Quando há o predomínio da assimilação, as dificuldades de aprendizagem são da ordem da não resignação, o que leva o sujeito a interpretar os objetos de modo subjetivo, não internalizando as características próprias do objeto. Quando a acomodação predomina, o sujeito não empresta sentido subjetivo aos objetos, antes, resigna-se sem criticidade.
O sistema educativo pode produzir sujeito muito acomodativos se a reprodução dos padrões for mais valorizada que o desenvolvimento da autonomia e da criatividade. Um sujeito que apresente uma sintomatização na modalidade hiperacomodativa/ hipoassimilativa pode não ser visto como tendo “problemas de aprendizagem”, pois consegue reproduzir os modelos com precisão.

### Projetiva
Na hipoassimilação projetiva a projeção dos conteúdos subjetivos pode transformar a realidade num tal nível que é percebida pelo Eu como ameaçadora e perigosa.  Diante dessa constatação o Eu inibe a relação objetal de maneira a obstaculizar a assimilação, impedindo a realização do desejo. A interdição do desejo vai impedir  experiências de prazer inibindo, assim, a capacidade lúdica do sujeito.  
Essa situação pode promover como defesa, a formação de esquemas de ação reativos, num movimento contrário à realidade ameaçadora, como tentativa de anular as emoções ou excitações percebidas como penosas. Esses esquemas vão constituir ações estereotipadas impeditivas da capacidade criadora, bem como rigidez de pensamento fruto da dificuldade de coordenar os esquemas disponíveis.
A inibição do pensamento é um sintoma que se manifesta por lentidão de todos os processos psíquicos. Nos enfermos em que existe inibição do pensamento, observa-se também grande dificuldade na percepção dos estímulos sensoriais, limitação do número de representações e lentidão no processo e evocação das lembranças.
Os pacientes com inibição do pensamento mantêm-se apáticos, não falam espontaneamente nem respondem às perguntas com vivacidade, respondem lentamente ou com dificuldade. A perturbação é também qualitativa ou seja, atinge a essência do pensamento e se acompanha, geralmente, de um sentimento subjetivo de incapacidade. Junto com inibição do pensamento pode haver ainda sentimento de pouco interesse, de imprecisão a respeito das opiniões, dificuldades para a escrita e lentidão para andar. Esses pacientes revelam dificuldade de compreensão, de iniciar uma conversação, de escolher palavras, enfim, eles pensam com grande esforço.
Numa perspectiva psicopedagógica podemos verificar nesse sujeito uma falta de curiosidade provocada pela percepção de que conhecer é proibido, perigoso, conhecer é perder,  sofrer. Essa perspectiva pode ser ilustrada metaforicamente pelo Mito da Árvore da Sabedoria, que nos conta que Adão e Eva lá viviam desfrutando de uma situação de plenitude até que Eva come do fruto da Árvore da Sabedoria, fruto proibido e o dá também a Adão. Imediatamente ambos tomam consciência de sua nudez,  se dão conta da diferença sexual e são expulsos do Paraíso, perdendo a situação de completude.